# Rhamphomyia chimganensis
Rhamphomyia chimganensis är en tvåvingeart som beskrevs av Bartak 2000. Rhamphomyia chimganensis ingår i släktet Rhamphomyia och familjen dansflugor.
Artens utbredningsområde är Uzbekistan. Inga underarter finns listade i Catalogue of Life.